# Фірас Шауат
Фірас Шауат (араб. فراس شواط, нар. 8 травня 1996, Сфакс) — туніський футболіст, нападник клубу «Етюаль дю Сахель» та національної збірної Тунісу.
Триразовий володар Кубка Тунісу.

## Клубна кар'єра
Народився 8 травня 1996 року в місті Сфакс. Вихованець футбольної школи клубу «Сфаксьєн». Дорослу футбольну кар'єру розпочав 2015 року в основній команді того ж клубу, в якій провів один сезон, взявши участь у 2 матчах чемпіонату. 
Протягом 2016—2017 років захищав кольори клубу «Олімпік» (Бежа).
Своєю грою за останню команду знову привернув увагу представників тренерського штабу клубу «Сфаксьєн», до складу якого повернувся 2017 року. Цього разу відіграв за сфакську команду наступні три сезони своєї ігрової кар'єри. У складі «Сфаксьєна» був одним з головних бомбардирів команди, маючи середню результативність на рівні 0,36 гола за гру першості.
Протягом 2020 року захищав кольори клубу «Абха».
У 2020 році повернувся до клубу «Сфаксьєн». Цього разу провів у складі його команди два сезони. 
Згодом з 2022 по 2024 рік грав у складі команд «Ісмайлі» та «Аль-Мухаррак».
До складу клубу «Етюаль дю Сахель» приєднався 2024 року. Станом на 29 березня 2025 року відіграв за суську команду 22 матчі в національному чемпіонаті.

## Виступи за збірну
У 2018 році дебютував в офіційних матчах у складі національної збірної Тунісу.
У складі збірної був учасником Кубка африканських націй 2019 року в Єгипті.
| Дата       | Місто       | Господарі | Результат  | Гості                | Турнір                                             | Голи | Примітки |
| ---------- | ----------- | --------- | ---------- | -------------------- | -------------------------------------------------- | ---- | -------- |
| 16-10-2018 | Ніамей      | Нігер     | 1 – 2      | Туніс                | Відбір до Кубка африканських націй 2019            | 2    | 65'      |
| 16-11-2018 | Александрія | Єгипет    | 3 – 2      | Туніс                | Відбір до Кубка африканських націй 2019            | -    | 90+1'    |
| 20-11-2018 | Радес       | Туніс     | 0 – 1      | Марокко              | товариський матч                                   | -    | 65'      |
| 26-3-2019  | Бліда       | Алжир     | 1 – 0      | Туніс                | товариський матч                                   | -    | 85'      |
| 17-6-2019  | Радес       | Туніс     | 2 – 1      | Бурунді              | товариський матч                                   | -    | 79'      |
| 28-6-2019  | Суец        | Туніс     | 1 – 1      | Малі                 | Кубок африканських націй 2019 - 1-й етап           | -    | 70'      |
| 14-7-2019  | Каїр        | Сенегал   | 1 – 0 д.ч. | Туніс                | Кубок африканських націй 2019 - півфінал           | -    | 118'     |
| 17-7-2019  | Каїр        | Туніс     | 0 – 1      | Нігерія              | Кубок африканських націй 2019 - матч за 3-тє місце | -    | 44'      |
| 10-9-2019  | Радес       | Туніс     | 1 – 2      | Кот-д'Івуар          | товариський матч                                   | -    | 69'      |
| 21-9-2019  | Радес       | Туніс     | 1 – 0      | Лівія                | Відбір до Кубка африканських націй 2020            | -    | 86'      |
| 25-3-2021  | Бенгазі     | Лівія     | 2 – 5      | Туніс                | Відбір до Кубка африканських націй 2021            | -    |          |
| 28-3-2021  | Радес       | Туніс     | 2 – 1      | Екваторіальна Гвінея | Відбір до Кубка африканських націй 2021            | -    | 82'      |
| Усього     |             | Матчів    | 12         |                      | Голів                                              | 2    |          |

## Титули і досягнення

### Командні
- Володар Кубка Тунісу (3):

«Сфаксьєн»: 2017-2018, 2020-2021, 2021-2022

### Особисті
- Кращий бомбардир чемпіонату Тунісу: 2018-2019 (10 м'ячів, разом із Таха Яссін Хеніссі)